# Vimartin-sur-Orthe
Vimartin-sur-Orthe község Franciaország Loire mente régiójában, Mayenne megyében. Új községként 2021. január 1-jén jött létre Vimarcé, Saint-Pierre-sur-Orthe és Saint-Martin-de-Connée korábbi községek egyesítésével. Lakosainak száma 1107 fő (2022. január 1.).

## Népesség
| Lakosok száma | 1121 | 1113 | 1120 | 1118 | 1107 |
|               | 2018 | 2019 | 2020 | 2021 | 2022 |